# مارك فراي (ملحن)
مارك فراي (بالإنجليزية: Mark Frye)‏ هو ملحن أمريكي، ولد في 1957.

## وصلات خارجية
- مارك فراي على موقع ميوزك برينز (الإنجليزية)